# Lou Ye

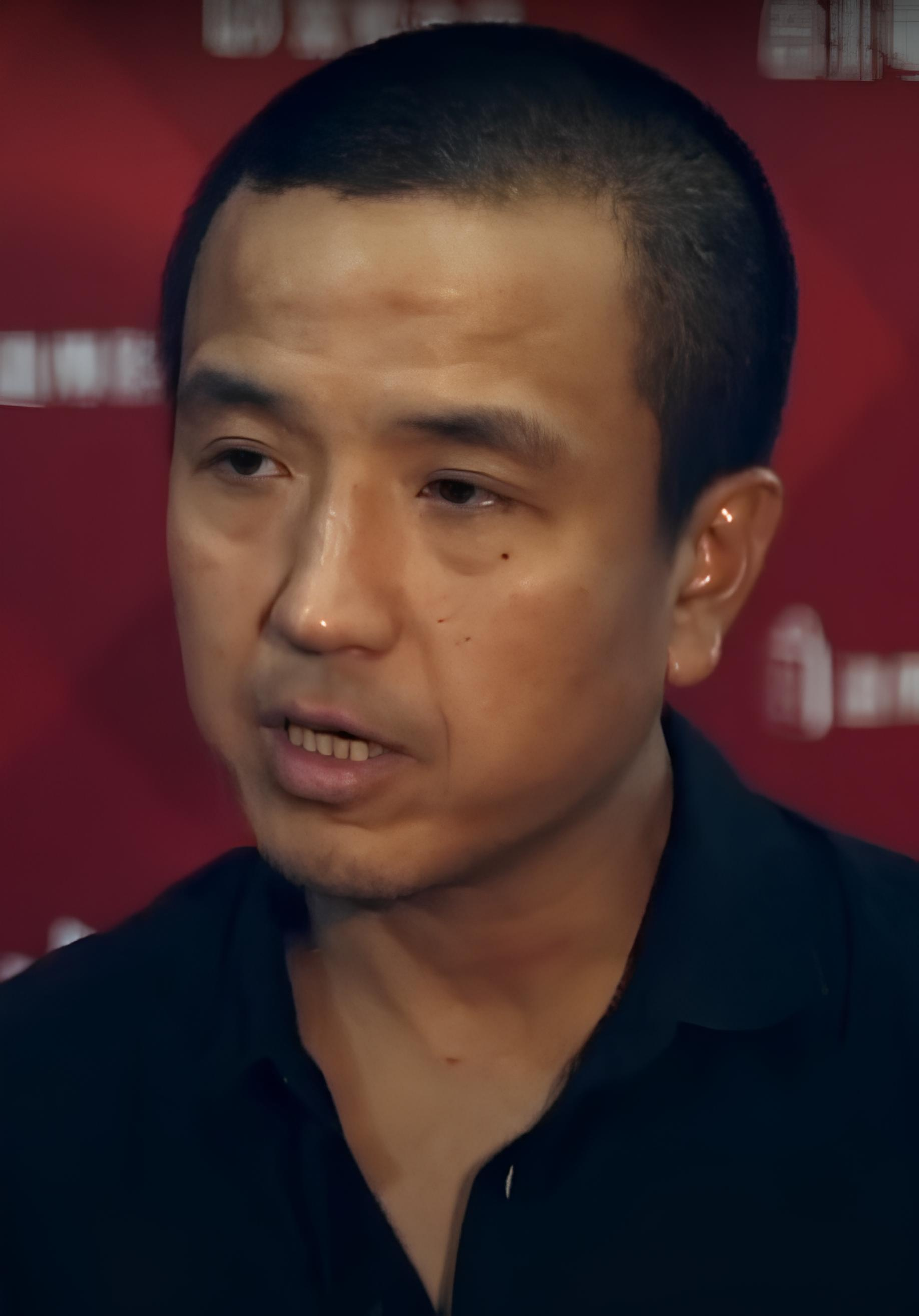
Lou Ye

Lou Ye (chinesisch 婁燁 / 娄烨, Pinyin Lóu Yè; * 1965 in Shanghai, Volksrepublik China) ist ein chinesischer Filmregisseur. Er wird zur sechsten Generation von Regisseuren des chinesischen Films gezählt, die eine direktere Sprache ihrer Darstellung wählen. Er wurde zweimal für die Goldene Palme nominiert und wurde 2006, aufgrund der ungenehmigten Aufführung seines Filmes Summer Palace – 頤和園 / 颐和园 bei den Filmfestspielen in Cannes, von der chinesischen Regierung mit einem fünfjährigen Arbeitsverbot belegt.
2018 wurde er in die Academy of Motion Picture Arts and Sciences berufen, die jährlich die Oscars vergibt.

## Filme
Lou Ye erhielt seine Ausbildung an der Beijing Filmakademie und startete seine Regiekarriere mit dem Film „Weekend Lover“ – 周末情人 (1993), der jedoch erst im Jahre 1996 auf dem Internationalen Filmfestival Mannheim-Heidelberg seine Premiere hatte. Dort erhielt er den Spezialpreis in Memoriam Rainer Werner Fassbinder. Ein erster internationaler Erfolg war ihm jedoch erst mit „Suzhou River“ – 苏州河 (1997) beschieden, ein neo-Film Noir, der ihm eine Reihe von Preisen ein brachte: Den Tiger Award am Internationalen Film Festival Rotterdam (1999), den FIPRESCI Award an der Viennale (2000), den Grand Prix am Paris Film Festival (2000), einen Hauptpreis des Tokioter Ginza Film Festivals sowie den Critic’s Award am Fantasporto (2002). Trotz dieser internationalen Anerkennung wurde die öffentliche Ausstrahlung des Films verboten, da das zentrale Thema, die Frage nach Identität, als zu kontrovers empfunden wurde. Viele internationale Kritiker zogen Parallelen zu Hitchcocks „Vertigo“, da beide Filme sich um die Obsession von Männern mit einer Frau drehen.
Sein nächster Film, war „Purple Butterfly“ – 紫蝴蝶 (2003) mit der Hauptdarstellerin Zhang Ziyi, der während der japanischen Besetzung Shanghais spielt. Wieder verwendete Lou Ye Elemente des Film Noir, so weist der Film eine komplexe Erzählstruktur auf und Themen, die sich um Verrat und Rache drehen. Wieder ist der Film aufgrund heikler Themen verboten worden und ist bislang in der VR China nicht öffentlich erhältlich.
Sein Film „Summer Palace“ – 頤和園 / 颐和园 (2006) handelt von einem Pärchen im Kontext der Studentenproteste auf dem Tian’anmen-Platz von 1989 bis zum Jahre 2000. Wieder riefen sowohl Kontext als auch erotische Inhalte die Zensurbehörde auf den Plan, die den Film sofort verbot. Der Film erzählt aber auch von der „Lost Generation“, derjenigen Generation des Übergangs von Chinesen, die in den 60er-Jahren geboren worden war, zu jung für Deng Xiaopings Reformen, und zu alt für den Aufbruch Mitte der 90er-Jahre.
2008 dreht Lou Ye den Film „Bitch“ – 母狗 ab. Ein Jahr später erhielt er für Chun Feng Chen Zui De Ye Wan (Spring Fever) eine Einladung in den Wettbewerb der 62. Internationalen Filmfestspiele von Cannes.

## Lou Yes Schaffen
Im Verlauf seiner Karriere kam Lou Ye immer wieder mit der chinesischen Zensurbehörde in Kontakt, da seine Filme oft heikle Themen berühren wie Sexualität, Gender, Obsession und politisch brisante Themen. „Weekend Lover“ wurde zuerst zwei Jahre lang zurückgehalten, „Suzhou River“ ist immer noch unter Verschluss, ebenso „Summer Palace“. „Suzhou River“ führte zu einem zweijährigen, „Summer Palace“ zu einem fünfjährigen Regieverbot. Obwohl Lou Ye und seine Mitarbeiter keine offizielle Erlaubnis der Zensurbehörde hatten, reichten sie den Film für das Cannes Film Festival 2006 als einzigen asiatischen Film ein.

## Filmografie
| Jahr | Englischer Titel   | Chinesischer Titel | Pinyin                          | Bemerkungen                                                                             |
| ---- | ------------------ | ------------------ | ------------------------------- | --------------------------------------------------------------------------------------- |
| 1995 | Weekend Lover      | 周末情人           | Zhōumò qíngrén                  | Werner Fassbinder Award for Best Direction beim 1996 Mannheim-Heidelberg Film Festival  |
| 2000 | Suzhou River       | 苏州河             | Sūzhōu hé                       | Tiger Award beim 1999 Internationalen Film Festival Rotterdam                           |
| 2003 | Purple Butterfly   | 紫蝴蝶             | Zǐ húdié                        | Offizielle Auswahl: Cannes-Film-Festival 2003                                           |
| 2006 | Summer Palace      | 頤和園 / 颐和园    | Yíhéyuán                        | Offizielle Auswahl: Cannes-Film-Festival 2006                                           |
| 2008 | Bitch              | 母狗               | Mǔgǒu                           |                                                                                         |
| 2009 | Spring Fever       | 春风沉醉的夜晚     | Chūnfēng chénzuì de yèwǎn       | Bestes Drehbuch im Wettbewerb des Cannes-Film-Festival 2009                             |
| 2011 | Love & Bruises     | 花                 | Huā                             |                                                                                         |
| 2012 | Mystery            | 浮城谜事           | Fúchéng míshì                   | Un Certain Regard: Cannes-Film-Festival 2012 Best Film Award der Asian Film Awards 2012 |
| 2014 | Blind Massage      | 推拿               | Tuīná                           | Silberner Bär für herausragende künstlerische Leistung im Wettbewerb der Berlinale 2014 |
| 2018 | The Shadow Play    | 风中有朵雨做的云   | Fēngzhōng yǒu duǒ yǔ zuò de yún |                                                                                         |
| 2019 | Saturday Fiction   | 兰心大剧院         | Lánxīn dà jùyuàn                | Offizielle Auswahl: 76. Filmfestival von Venedig                                        |
| 2024 | An Unfinished Film | 一部未完成的电影   |                                 | Offizielle Auswahl: 77. Filmfestival von Cannes                                         |